# Мемориал принца Альберта
Мемориал принца Альберта (англ. Albert Memorial) — монумент в Южном Кенсингтоне в Лондоне, где ранее проходила знаменитая первая Всемирная выставка 1851 года, инициатором которой был принц Альберт. Памятник сооружён повелением королевы Виктории в честь своего супруга, принца-консорта Альберта, скончавшегося в 1861 году от тифа. Строительство осуществлялось в период с 1864 по 1876 год по проекту архитектора Джорджа Гилберта Скотта в стиле «готического возрождения». Памятник открыт в 1875 году и обошёлся государству в 120 000 фунтов стерлингов.
Монумент является одним из самых характерных произведений «готического возрождения» в Англии. В центре памятника — под огромным шатровым готическим киворием — находится позолоченная бронзовая скульптура, изображающая сидящего в кресле принца Альберта, выполненная скульптором Томасом Броком на основе предварительной модели его учителя Джона Генри Фоли.

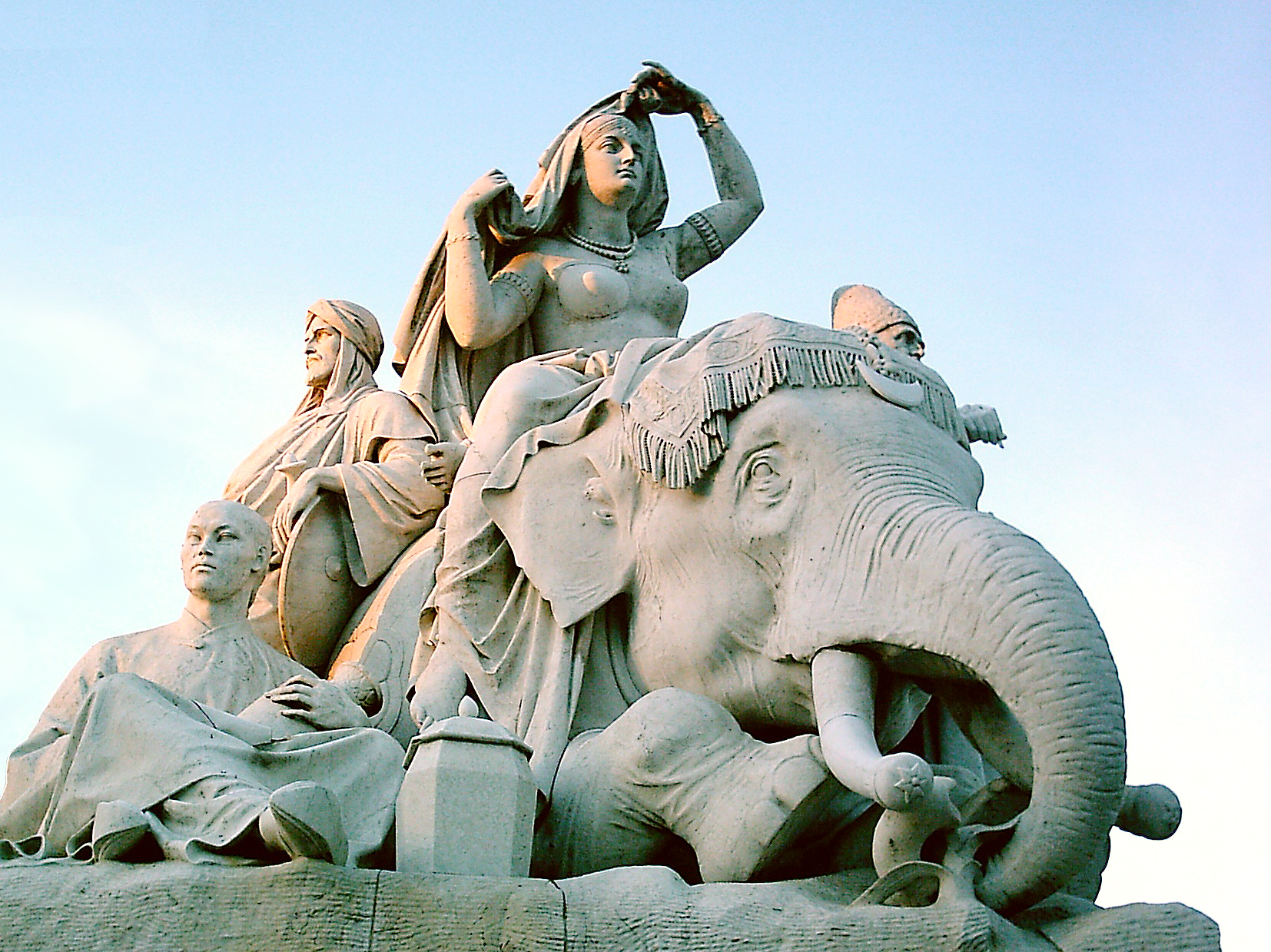
Группа «Азия» скульптор Джон Генри Фоли
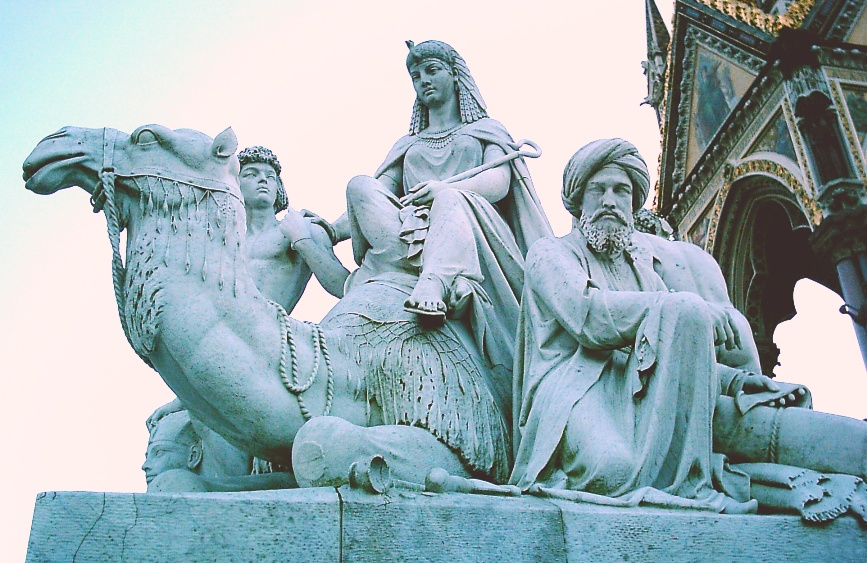
Группа «Африка» скульптор Уильям Тид
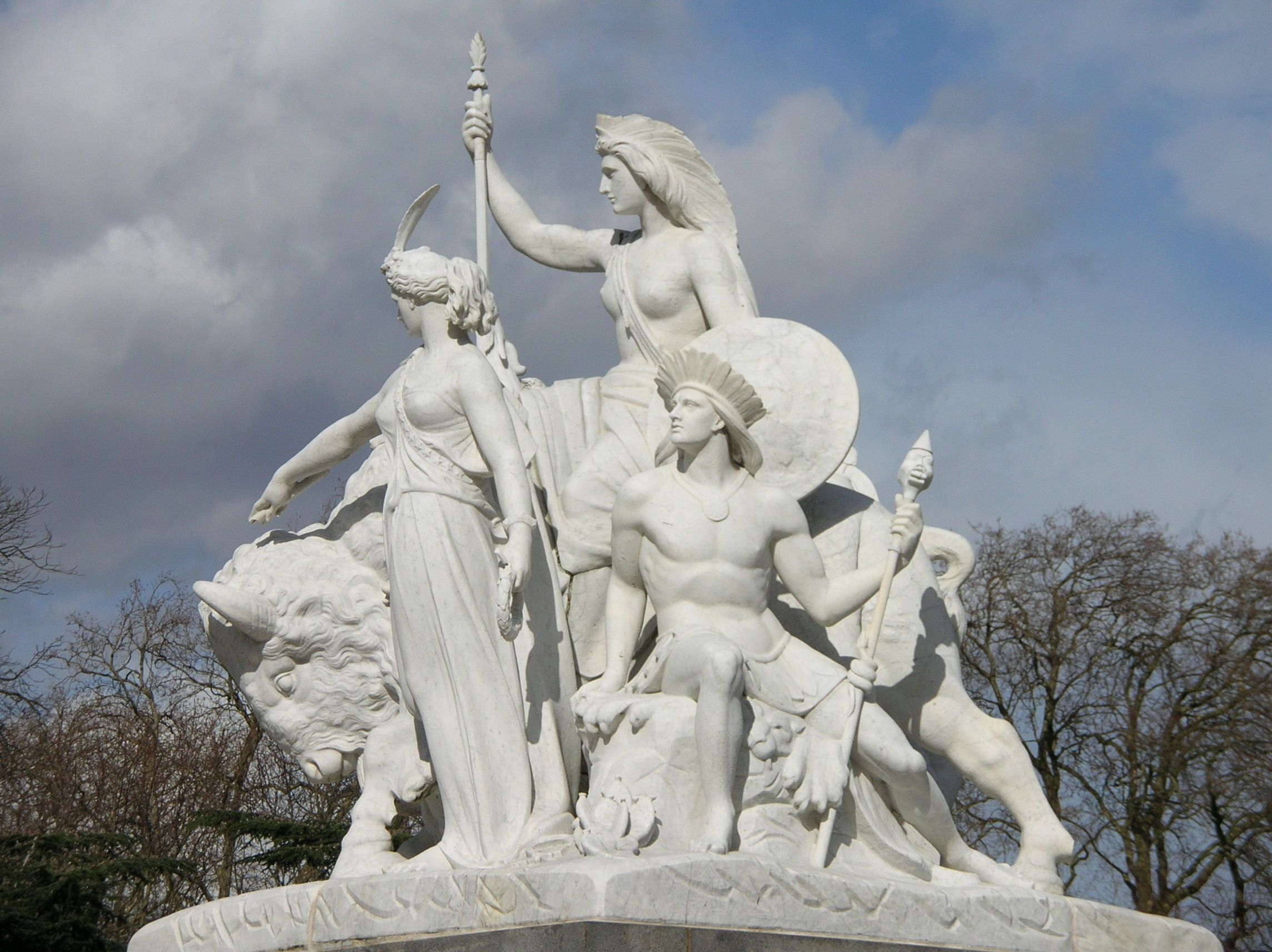
Группа «Америка» скульптор Джон Белл
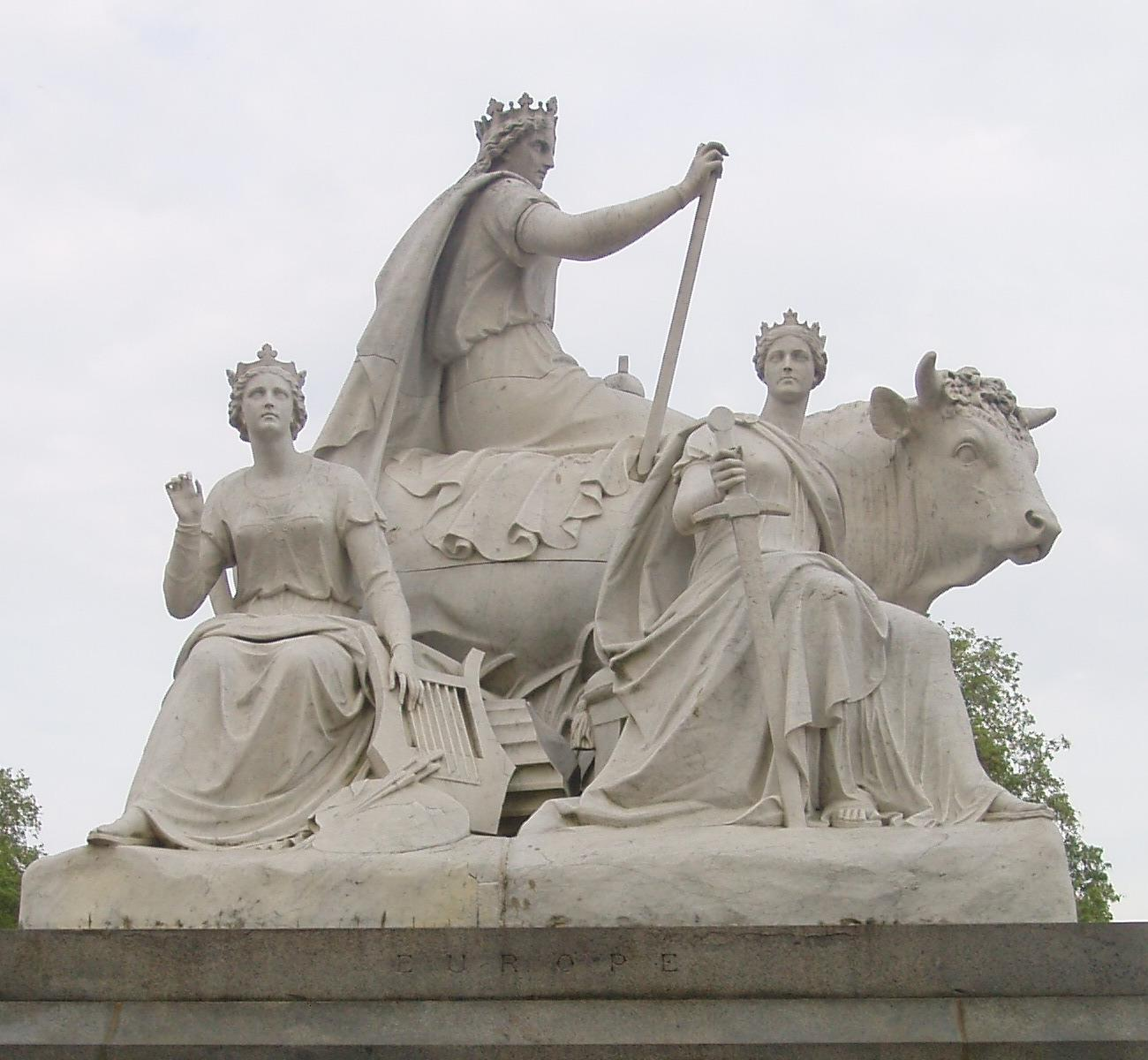
Группа «Европа» скульптор Макдауэлл, Патрик

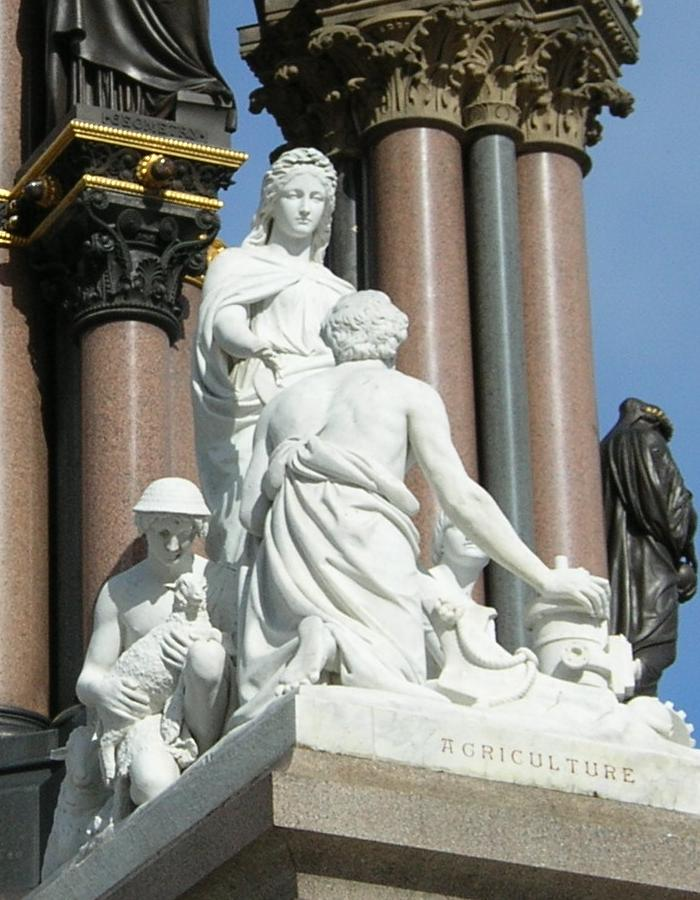
Группа «Сельское хозяйство» скульптор Уильям Калдер Маршал
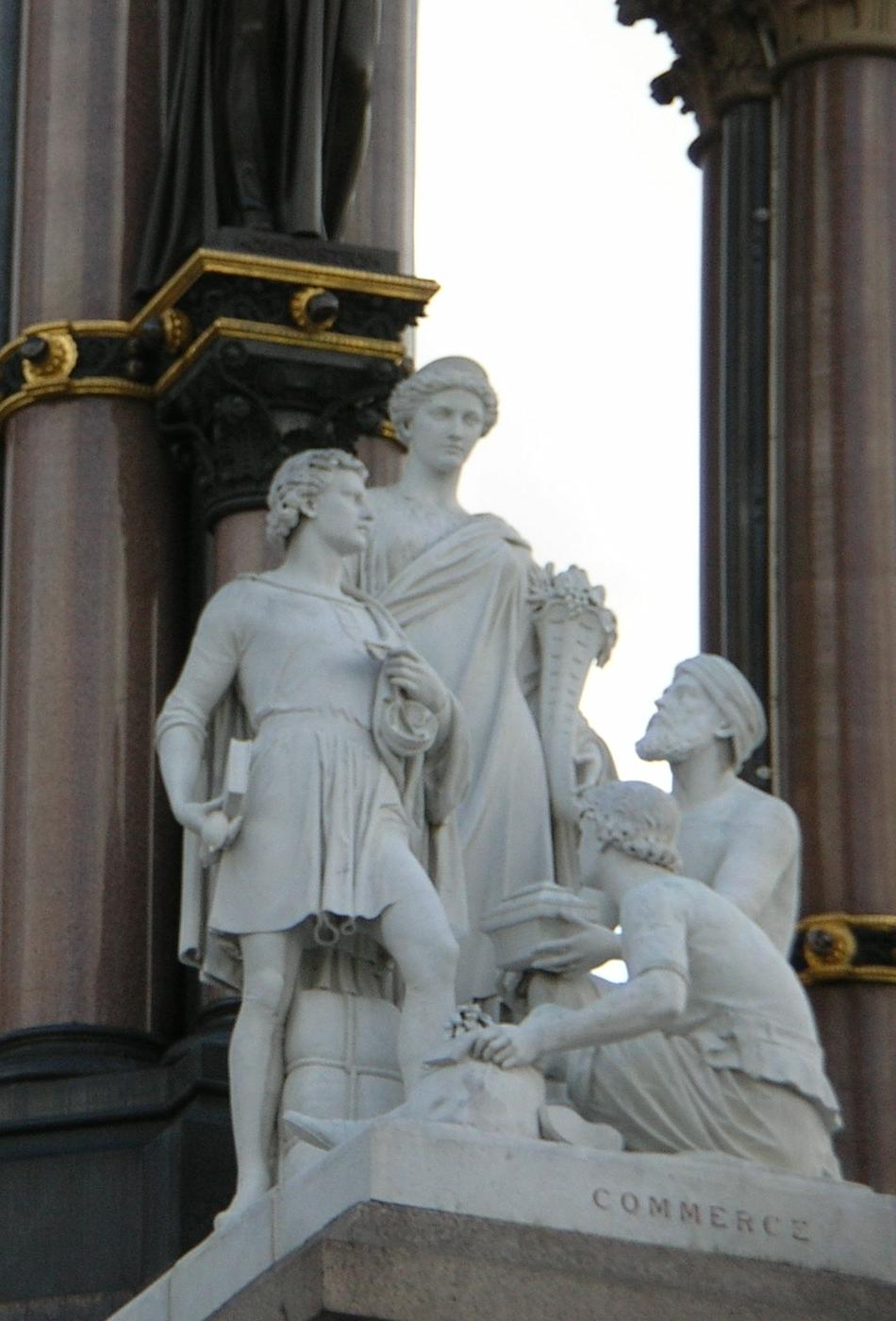
Группа «Коммерция» скульптор Томас Торникрофт
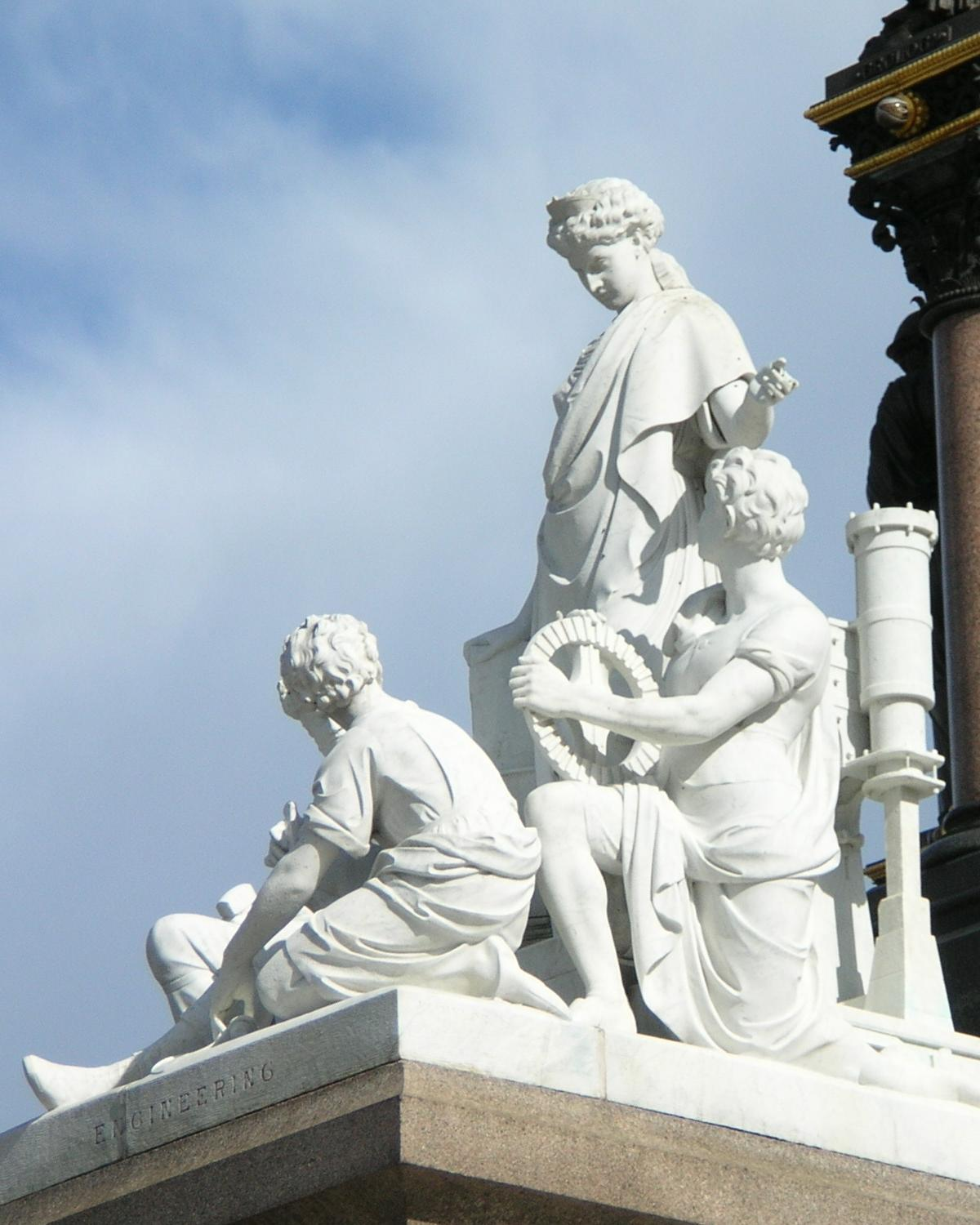
Группа «Инженеры» скульптор Джон Лоулор
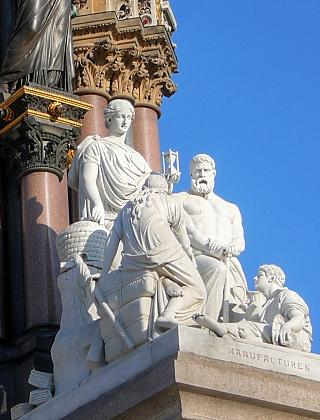
Группа «Промышленники» скульптор Генри Уикес